# Homalomena rusdii
Homalomena rusdii är en kallaväxtart som beskrevs av Mitsuru Hotta. Homalomena rusdii ingår i släktet Homalomena och familjen kallaväxter. Inga underarter finns listade.